# Noan Lelarge

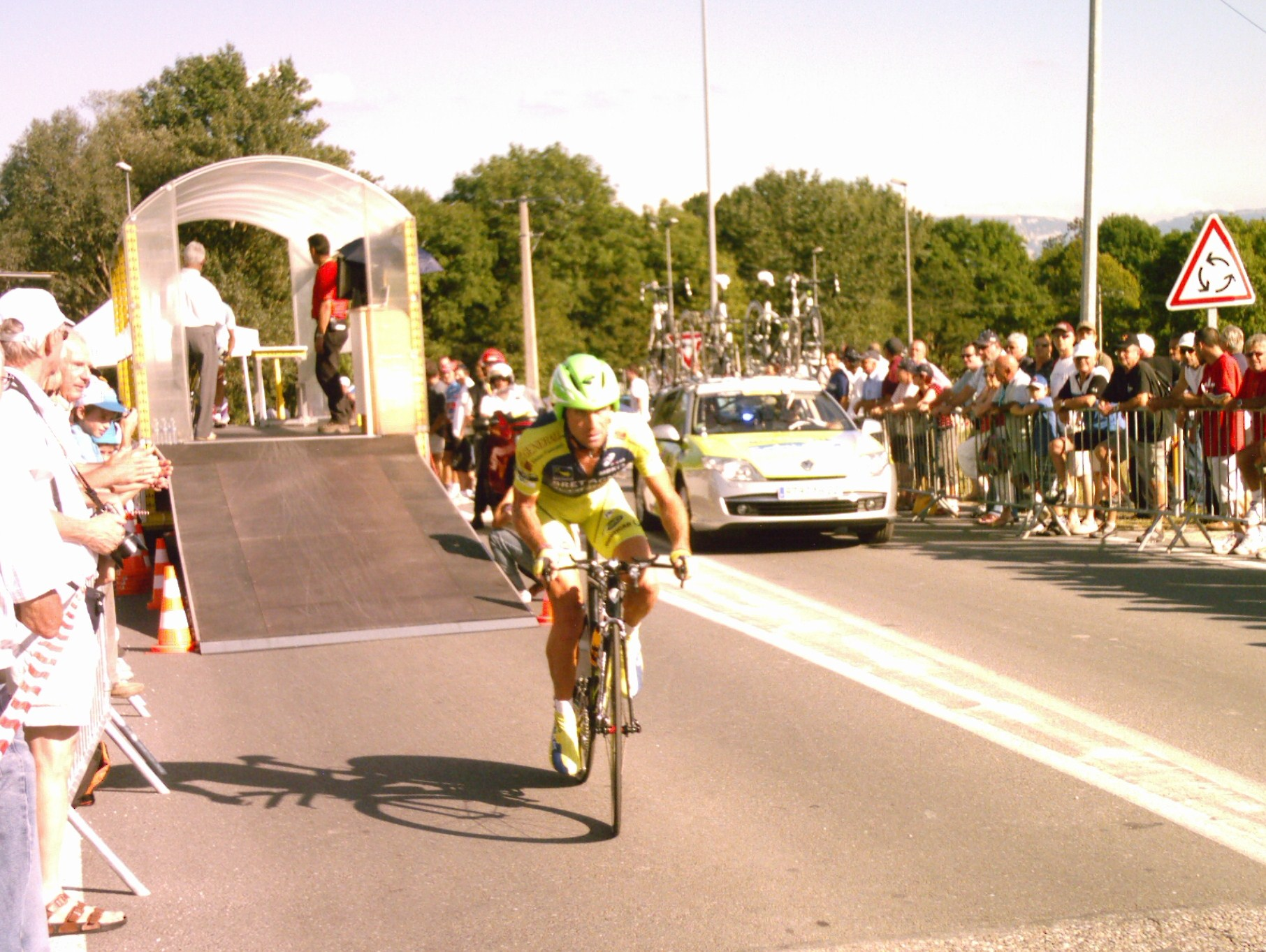
Noan Lelarge bei der Tour de l’Ain 2009

Noan Lelarge (* 23. Juni 1975 in Romilly-sur-Seine) ist ein ehemaliger französischer Radrennfahrer.
Noan Lelarge begann seine Karriere im Jahr 2000 bei dem französischen Radsportteam Bonjour. Ab 2005 fuhr er für das Continental Team Bretagne-Jean Floc'h. In seinem zweiten Jahr dort wurde er im Frühjahr Zweiter beim Classic Loire Atlantique. Bei Paris–Corrèze belegte er den dritten Rang in der Gesamtwertung. Eine Woche später gewann er bei der Tour de l’Ain eine Etappe und wurde  Gesamtzweiter. Außerdem war er bei der Tour du Limousin und bei der Tour de la Somme mit Etappensiegen erfolgreich.

## Erfolge
2006
- eine Etappe Tour de l’Ain
- eine Etappe Tour du Limousin
- eine Etappe Tour de la Somme
- Trio Normand (mit David Le Lay und Stéphane Petilleau)

2007
- eine Etappe Normandie-Rundfahrt
- Polymultipliée Lyonnaise
- Trio Normand (mit Yann Pivois und Charles Guilbert)

2008
- eine Etappe Route du Sud
- Tour de la Manche

2010
- eine Etappe Circuito Montañés

## Teams
- 2000 Bonjour
- 2001 Bonjour
- 2002–2004 UV Aube
- 2003 UV Aube
- 2004 UV Aube
- 2005 Bretagne-Jean Floc’h
- 2006 Bretagne-Jean Floc’h
- 2007 Bretagne-Armor Lux
- 2008 Bretagne-Armor Lux
- 2009 Bretagne-Schuller
- 2010 Bretagne-Schuller
- 2011 VS Hyérois